# Katla (serie televisiva)
Katla è una serie televisiva islandese del 2021, ideata da Baltasar Kormákur e Sigurjón Kjartansson.

## Trama
Un anno dopo l'eruzione del vulcano Katla, il piccolo paese islandese di Vík è quasi disabitato a causa della cenere e delle scosse sismiche. I pochi abitanti rimasti devono affrontare non solo le dure condizioni atmosferiche, ma anche i traumi e i propri fantasmi del passato. Un giorno, inoltre, iniziano ad apparire delle persone ricoperte di cenere che sembrano provenire dal ghiacciaio, e i precari equilibri del paese iniziano a vacillare.

## Episodi
| Stagione       | Episodi | Pubblicazione Islanda | Pubblicazione Italia |
| -------------- | ------- | --------------------- | -------------------- |
| Prima stagione | 8       | 2021                  | 2021                 |

## Personaggi

### Principali
- Gríma, interpretata da Guðrún Ýr Eyfjörð, doppiata da Valentina Favazza.
- Þór (Thor), interpretato da Ingvar Sigurðsson, doppiato da Marco Mete.
- Darri, interpretato da Björn Thors.
- Gísli, interpretato da Þorsteinn Bachmann, doppiato da Stefano Thermes.
- Gunhild, interpretata da Aliette Opheim, doppiata da Chiara Colizzi.
- Magnea, interpretata da Sólveig Arnarsdóttir.
- Rakel, interpretata da Birgitta Birgisdóttir.
- Ása, interpretata da Íris Tanja Flygenring, doppiata da Margherita De Risi.
- Mikael Darrison, interpretato da Hlynur Atli Harðarson.

### Ricorrenti
- Bergrún, interpretata da Guðrún Gísladóttir, doppiata da Melina Martello.
- Björn, interpretato da Valter Skarsgård.
- Kjartan, interpretato da Baltasar Breki Samper, doppiato da Davide Perino.
- Einar, interpretato da Haraldur Ari Stefánsson.
- Vigdís, interpretata da Helga Braga Jónsdóttir, doppiata da Tiziana Avarista.
- Eyja, interpretata da Aldís Amah Hamilton, doppiata da Erica Necci.
- Leifur, interpretato da Björn Ingi Hilmarsson.